# Чертория (Черновицкая область)
Чертория (укр. Чортория) — село в Брусницкой сельской общине Вижницкого района Черновицкой области Украины. Расположено на правом берегу реки Черемош, у автодороги Черновцы — Вашковцы — Вижница.
Население по переписи 2001 года составляло 685 человек. Почтовый индекс — 59352. Телефонный код — 3736. Занимает площадь  км². Код КОАТУУ — 521281609.
Родина советского киноактёра и режиссёра Ивана Миколайчука, в селе действует его музей.
В селе расположен Черторийский парк, с памятником архитектуры XIX века — дворцом Манеску (в котором находится психоневрологический интернат). Недалеко от села — Черторийский орнитологический заказник.
До 2020 года село входило в Кицманский район